# Graz-környéki járás
A Graz-környéki járás, kerület (németül Bezirk Graz-Umgebung) közigazgatási egység Ausztriában, Stájerországban.

## Települések

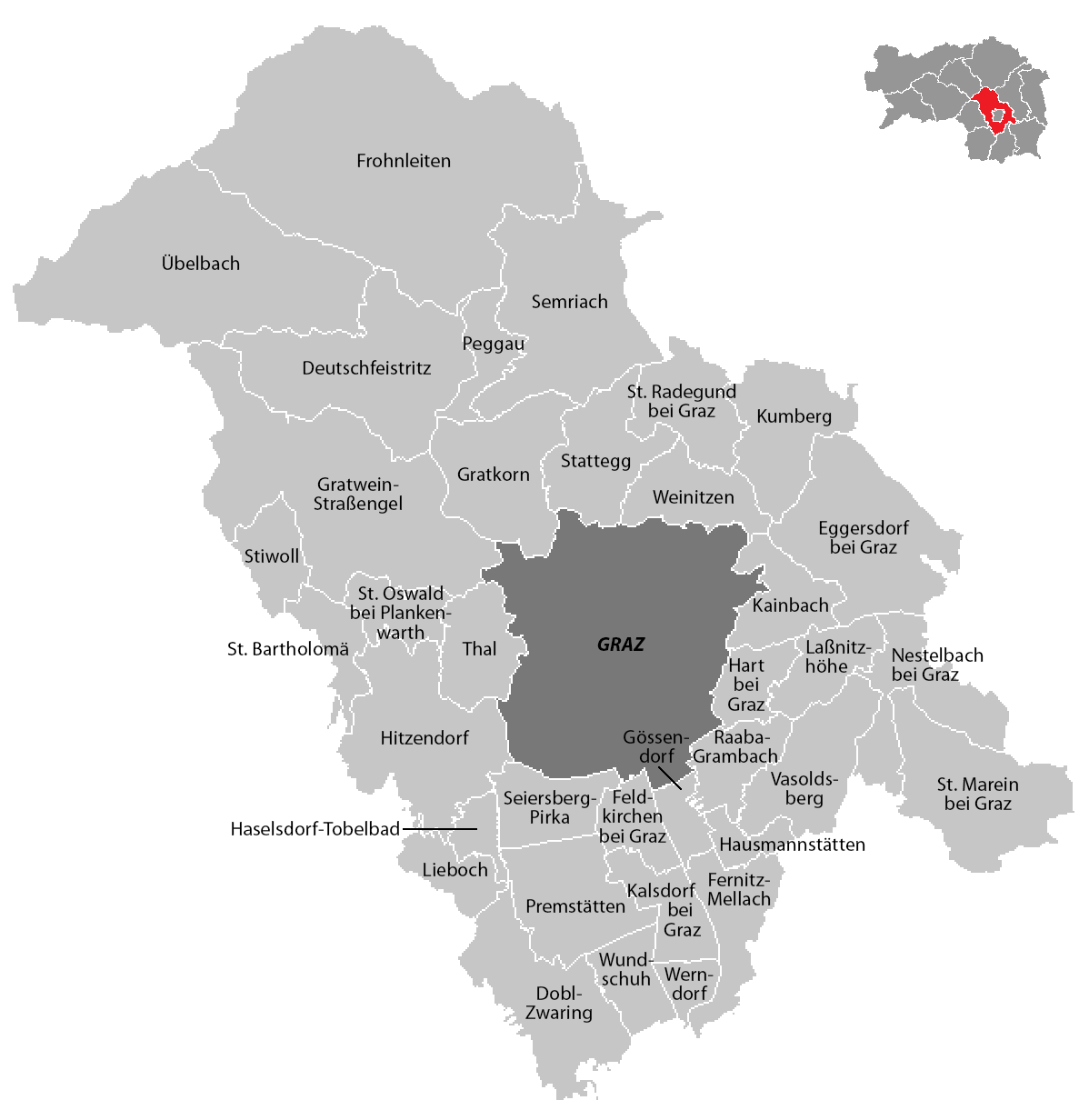
A Graz-környéki járás községei

A 2014/2015-ös stájer közigazgatási reform keretében a községek számát összevonásokkal és átszervezéssel 36-ra csökkentették.
(A külvárosok, beosztott falvak és más alegységek kisbetűvel vannak feltüntetve.)
Város (Stadt)
- Frohnleiten
  - Adriach, Badl, Brunnhof, Gams, Gamsgraben, Gschwendt, Hofamt, Laas, Laufnitzdorf, Laufnitzgraben, Leutnant Günther-Siedlung, Maria Ebenort, Peugen, Pfannberg, Rothleiten, Röthelstein, Schönau, Schrauding, Schrems bei Frohnleiten, Schweizerfabrik, Ungersdorf, Wannersdorf

Mezőváros (Marktgemeinde)
- Deutschfeistritz
  - Arzwaldgraben, Deutschfeistritz, Großstübing, Himberg, Kleinstübing, Königgraben, Prenning, Stübinggraben, Waldstein, Zitoll
- Dobl-Zwaring
  - Dietersdorf, Dobl, Fading, Lamberg, Muttendorf, Petzendorf, Pöls an der Wieserbahn, Steindorf, Weinzettl, Wuschan, Zwaring
- Eggersdorf bei Graz
  - Affenberg, Brodersdorf, Brodingberg, Edelsbach bei Graz, Eggersdorf bei Graz, Hart bei Eggersdorf, Haselbach, Höf, Präbach, Purgstall bei Eggersdorf
- Feldkirchen bei Graz
  - Abtissendorf, Lebern, Wagnitz
- Gössendorf
  - Dörfla, Gössendorf, Thondorf
- Gratkorn
  - Forstviertel, Freßnitzviertel, Kirchenviertel, Sankt Veit, Unterfriesach
- Gratwein-Straßengel
  - Eisbach, Gratwein, Gschnaidt, Hörgas, Hundsdorf, Judendorf, Kehr und Plesch, Kugelberg, Rein, Rötz, Straßengel
- Hausmannstätten
  - Berndorf
- Hitzendorf
  - Altenberg, Altreiteregg, Attendorf, Attendorfberg, Berndorf, Doblegg, Höllberg, Holzberg, Mantscha, Mayersdorf, Michlbach, Neureiteregg, Niederberg, Oberberg, Pirka-Söding, Rohrbach, Schadendorfberg, Södingberg, Stein, Steinberg
- Kalsdorf bei Graz
  - Forst, Großsulz, Kleinsulz, Thalerhof
- Kumberg
  - Kumberg, Gschwendt, Hofstätten, Rabnitz
- Laßnitzhöhe
- Lieboch
  - Schadendorf, Spatenhof
- Peggau
  - Friesach
- Premstätten
  - Bierbaum, Hautzendorf, Laa, Oberpremstätten, Unterpremstätten, Zettling
- Raaba-Grambach
  - Dürwagersbach, Grambach, Lamberg, Raaba
- Sankt Marein bei Graz
  - Kohldorf, Krumegg, Petersdorf II, Sankt Marein bei Graz-Markt, Sankt Marein bei Graz
- Semriach
  - Markterviertl, Präbichl, Rechberg, Schönegg, Thoneben, Windhof
- Thal bei Graz
- Übelbach
  - Kleintal, Land-Übelbach, Markt-Übelbach, Neuhof
- Vasoldsberg
  - Breitenhilm, Premstätten bei Vasoldsberg, Vasoldsberg, Wagersbach, Wagersfeld

Község (Gemeinde)
- Fernitz-Mellach
  - Dillach, Enzelsdorf, Fernitz, Gnaning, Mellach
- Hart bei Graz
  - Hart bei St. Peter, Messendorf
- Haselsdorf-Tobelbad
  - Badegg, Haselsdorf, Haselsdorfberg, Tobelbad
- Kainbach bei Graz
  - Hönigtal, Kainbach, Schaftal
- Nestelbach bei Graz
  - Edelsgrub, Hirtenfeld, Kogelbuch, Lambach, Langegg-Ort, Mittergoggitsch, Mitterlaßnitz, Nestelbach bei Graz, Obergoggitsch, Unterbuch, Zaunstein
- Sankt Bartholomä
  - Jaritzberg, Lichtenegg, Reiteregg
- Sankt Oswald bei Plankenwarth
  - Plankenwarth
- Sankt Radegund bei Graz
  - Diepoltsberg, Ebersdorf, Kickenheim, Rinnegg, Schöckl, Sankt Radegund bei Graz, Willersdorf
- Seiersberg-Pirka
  - Bischofegg, Gedersberg, Neupirka, Neuseiersberg, Neuwindorf, Pirka, Seiersberg, Windorf
- Stattegg
  - Buch, Eichberg, Hochgreit, Hohenberg, Hub, Kalkleiten, Krail, Leber, Mühl, Neudorf, Rannach, Steingraben, Ursprung
- Stiwoll
- Weinitzen
  - Fölling, Niederschöckl, Oberschöckl
- Werndorf
- Wundschuh
  - Forst, Gradenfeld, Kasten, Ponigl

## Fordítás
Ez a szócikk részben vagy egészben  a   Graz-Umgebung District című angol Wikipédia-szócikk ezen változatának fordításán alapul.  Az eredeti cikk szerkesztőit annak laptörténete sorolja fel. Ez a jelzés csupán a megfogalmazás eredetét és a szerzői jogokat jelzi, nem szolgál a cikkben szereplő információk forrásmegjelöléseként.